# Christoph Meyns

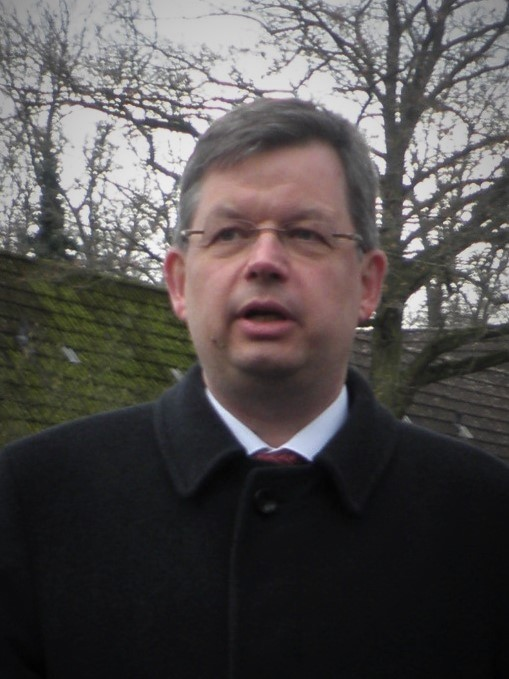

Christoph Meyns (* 22. Januar 1962 in Bad Segeberg) ist ein deutscher evangelisch-lutherischer Theologe und seit dem 1. Juni 2014 Landesbischof der Evangelisch-lutherischen Landeskirche in Braunschweig.

## Leben
Christoph Meyns wuchs als Sohn eines Pastors und einer Kirchenmusikerin in Todesfelde und Wahlstedt auf. Dort leitete er Jugendgruppen und verbrachte als Austauschschüler ein Jahr in Kansas City. 1982 machte er sein Abitur an der Dahlmannschule in Bad Segeberg. Von 1982 bis 1989 studierte Meyns Evangelische Theologie an den Universitäten Kiel und Tübingen mit Schwerpunkten in der Systematischen Theologie und der Hermeneutik. 
Nach dem Ersten Theologischen Examen war er von 1989 bis 1990 Stipendiat der Nordelbischen Kirche bei der Evangelical Lutheran Church of Papua New Guinea. 1990 bis 1992 folgte das Vikariat am Predigerseminar Breklum und an der Versöhnungskirche in Husum. Von 1992 bis 1998 und wieder von 2001 bis 2007 war Meyns Gemeindepastor in Nordfriesland und nebenberuflich als Gemeindeberater tätig. Von 1998 bis 2001 war er Gemeindepastor in Krummesse.
2007 folgte die Berufung zum Beauftragten der Kirchenleitung für die Evaluation des Nordelbischen Reformprozesses. Ab Juni 2012 war er im Landeskirchenamt der Evangelisch-Lutherischen Kirche in Norddeutschland im Dezernat Theologie und Publizistik tätig.
Am 23. November 2013 wurde er von der Synode der Evangelisch-lutherischen Landeskirche in Braunschweig im dritten Wahlgang zum Nachfolger von Friedrich Weber in das Amt des Landesbischofs gewählt. Er trat das Amt am 1. Juni 2014 an.
Am 25. Juni 2016 wurde Meyns zum neuen Beauftragten für den Kontakt zu den evangelischen Kommunitäten berufen.
Für sein Engagement im Rahmen der Partnerschaft zwischen der Landeskirche Braunschweig und der Diözese Blackburn, erhielt er 2016 durch die Kirche von England den Ehrentitel „Ecumenical Canon“ (Ökumenischer Kanoniker) der Kathedrale von Blackburn.
Christoph Meyns gehörte zum Beauftragtenrat der EKD zum Schutz vor sexualisierter Gewalt, der im Herbst 2018 eingerichtet worden war, um Maßnahmen zum Umgang mit sexualisierter Gewalt und Missbrauchsformen in der evangelischen Kirche innerkirchlich und außerkirchlich voranzubringen; ab 2020 war Meyns Sprecher dieser Gruppe. Seit Sommer 2022 ist Meyns Mitglied im Beteiligungsforum Sexualisierte Gewalt der EKD, in dem kirchenpolitische Entscheidungen zum Umgang mit sexualisierter Gewalt von betroffenen Personen und kirchlichen Beauftragten gemeinsam getroffen werden; von Sommer 2022 bis zum Ende des Jahres war er der erste Sprecher der Beauftragten im Beteiligungsforum.
Im August 2024 gab Meyns bekannt, dass er Ende Juli 2025 mit 63 Jahren in den Ruhestand gehen werde.

## Schriften (Auswahl)
- Widerspruch – Die Kirche lebt von ihren Laien – nicht von den Bischöfen. In: Die Zeit. Nr. 45, 2009, ISSN 0044-2070.
- Kirchenreform und betriebswirtschaftliches Denken: Modelle, Erfahrungen, Alternativen. (= Dissertation, Universität Bochum) Gütersloher Verlags-Haus, Gütersloh 2013, ISBN 978-3-579-08166-3.